# Secció d'interessos dels EUA a L'Havana
La Secció d'Interessos dels Estats Units a l'Havana o USINT Havana (la seva adreça telegràfica per al Departament d'Estat dels Estats Units) va representar els interessos dels Estats Units a Cuba. Va ser atesa per personal de l'United States Foreign Service i locals emprats pel Departament d'Estat. USINT Havana i la seva contrapart, la Secció d'Interessos de la República de Cuba a Washington, D.C., formalment van ser part de les respectives ambaixades de Suïssa, encara que operen independentment de Suïssa en virtualment tot excepte en protocol.
Tots dos països no van tenir una relació diplomàtica formal fins a 2015, per tant, les seves Seccions d'Interessos respectives van funcionar com a ambaixades de facto. L'últim cap de USINT Havana va ser Jeffrey DeLaurentis que va reemplaçar John Caulfield en 2014.
Des del 20 de juliol de 2015, l'edifici va passar a ser novament la Ambaixada dels Estats Units a Cuba, mentre que es reinaugurà l'ambaixada de Cuba als Estats Units. La USINT quedava al Malecón en el districte de Vedado, Plaça de la Revolución, a l'Havana.
Segons el lloc web d'USINT la seva missió oficial és la següent:
Les funcions d'USINT són similars a la de qualsevol representació dels EUA en l'exterior: Serveis Consulars, una secció Política i Econòmica, un Programa Diplomàtic, i processament a refugiats únic per a Cuba. Els objectius d'USINT a Cuba són promoure una transició pacífica a un sistema democràtic basat en el respecte a l'estat de dret, drets humans individuals i obertura dels sistemes econòmics i comunicacionales. Les relacions bilaterals es basen en Acords Migratoris, dissenyats per promoure una migració segura, ordenada i legal, l'Acord de Seccions d'Interès, i els esforços per reduir les amenaces globals del Crim i narcòtics
La base naval nord-americana de Guantánamo és inaccessible des de dins de Cuba. Temes consulars que tinguin a veure amb la base es van manejar des de l'Ambaixada dels Estats Units a Kingston, Jamaica.

## Cap de Secció
- 1977-1979 Lyle Franklin Lane
- 1979-1982 Wayne S. Smith
- 1982-1985 John Ferch
- 1985-1987 Curtis W. Kamman
- 1987-1990 John J. Taylor
- 1990-1993 Alan H. Flanigan
- 1993-1996 Joseph Sullivan
- 1996-1999 Michael Kozak
- 1999-2002 Vicki Huddleston
- 2002-2005 James Cason
- 2005-2008 Michael E. Parmly
- 2008–2011 Jonathan D. Farrar
- 2011–2014 John Caulfield
- 2014-2015 Jeffrey DeLaurentis